# جيلسون مورا
جيلسون مورا (16 يوليو 1986 بساو كايتانو دو سول في البرازيل - ) هو لاعب كرة قدم برازيلي في مركز الهجوم. لعب مع بورتوغيزا سانتيستا ونادي باهيا وهاوجانج يونايتد وKansas City Comets (founded 2010) ‏ وRockford Rampage ‏ وMinnesota United FC (2010–2016) ‏ وFort Lauderdale Strikers (2006–2016) ‏.